# Letícia Santos
Pour les articles homonymes, voir Santos.
Letícia Santos de Oliveira, plus communément appelée Letícia, née le 2 décembre 1994 à Atibaia au Brésil, est une joueuse internationale brésilienne de football évoluant au poste de défenseure aux SC Corinthians.

## Biographie
Avec l'équipe du Brésil des moins de 20 ans, elle participe à la Coupe du monde des moins de 20 ans en 2014. Lors de cette compétition organisée au Canada, elle joue trois matchs, avec pour résultats un nul et deux défaites.
Avec l'équipe du Brésil, elle participe à la Coupe du monde 2019 organisée en France. Lors de ce mondial, elle joue quatre matchs. Le Brésil s'incline en huitièmes de finale face au pays organisateur, après prolongation.
Elle dispute ensuite les Jeux olympiques d'été de 2020, organisés lors de l'été 2021 à Tokyo. Lors du tournoi olympique, elle ne joue qu'une seule rencontre en phase de poule.